# Déjà Vu (песня Дайон Уорвик)
«Déjà Vu» — песня, записанная Дайон Уорвик для ее альбома Dionne 1979 года. Песня была написана Айзеком Хейсом совместно с Эдриенн Андерсон, продюсером выступил Барри Манилоу.
Айзек Хейз написал мелодию для «Déjà Vu» в 1977 году во время совместного с Уорвик турне «A Man and a Woman». Певица слышала мелодию и вспомнила о ней во время январской сессии альбома в 1979 году, тогда Барри Манилоу привлёк для написания текста своего лирика Эдриенн Андерсон.
Выпущенный в ноябре 1979 года как второй сингл альбома — после возвращения Уорвик в первую десятку чарта с «I’ll Never Love This Way Again» — «дежа вю» «Déjà Vu» поднялся до 15-го места в Billboard Hot 100, до 25-го в Hot Soul Singles и первого в чарте Adult Contemporary.
Песня принесла Уорвик премию «Грэмми» за лучшее женское вокальное исполнение в стиле ритм-н-блюз на 22-й церемонии «Грэмми».

## Чарты

### Еженедельные чарты
| Чарт (1979–1980)                      | Высшая позиция |
| ------------------------------------- | -------------- |
| Австралия (Kent Music Report)         | 69             |
| Канада (RPM Adult Contemporary)       | 7              |
| Канада (RPM Top Singles)              | 34             |
| Новая Зеландия (Recorded Music NZ)    | 45             |
| США (Billboard Adult Contemporary)    | 1              |
| США (Billboard Hot 100)               | 15             |
| США (Billboard Hot R&B/Hip-Hop Songs) | 25             |
| США (Cash Box Top 100)                | 11             |

### Годовые чарты
| Чарт (1980)                        | Позиция |
| ---------------------------------- | ------- |
| США (Billboard Adult Contemporary) | 16      |
| США (Billboard Hot 100)            | 84      |
| США (Cash Box Top 100)             | 73      |